# Mistrovství světa v judu 2015 – ženy – polotěžká váha (-78 kg)
Zápasy v judu na XL. mistrovství světa v kategorii polotěžkých vah žen proběhly v Astaně, 28. srpna 2015.

## Finále
| finále              |               |
| ------------------- | ------------- |
| Mami Umekiová       | Mami Umekiová |
| Anamari Velenšeková | Mami Umekiová |

## Opravy / O bronz
Poražení čtvrtfinalisté se utkávají mezi sebou v opravách. Vítězové oprav následně vyzvou poražené semifinalisty v boji o bronzovou medaili.
| opravy              | o bronz             |                     |
| ------------------- | ------------------- | ------------------- |
| Jun Hjon-či         | Luise Malzahnová    | Luise Malzahnová    |
| Luise Malzahnová    | Luise Malzahnová    | Luise Malzahnová    |
|                     | Audrey Tcheuméová   | Luise Malzahnová    |
| Marhinde Verkerková | Marhinde Verkerková | Marhinde Verkerková |
| Gemma Gibbonsová    | Marhinde Verkerková | Marhinde Verkerková |
|                     | Daria Pogorzelecová | Marhinde Verkerková |

## Pavouk
|   | 1/64                     | 1/32                    | 1/16                   | čtvrtfinále         | semifinále          | finále              |
| - | ------------------------ | ----------------------- | ---------------------- | ------------------- | ------------------- | ------------------- |
| A | volný los                | Kayla Harrisonová       | Kayla Harrisonová      | Jun Hjon-či         | Daria Pogorzelecová | Mami Umekiová       |
| A | volný los                | Kayla Harrisonová       | Kayla Harrisonová      | Jun Hjon-či         | Daria Pogorzelecová | Mami Umekiová       |
| A | volný los                | Mirla Nolbertová        | Kayla Harrisonová      | Jun Hjon-či         | Daria Pogorzelecová | Mami Umekiová       |
| A | volný los                | Mirla Nolbertová        | Kayla Harrisonová      | Jun Hjon-či         | Daria Pogorzelecová | Mami Umekiová       |
| A | volný los                | Jun Hjon-či             | Jun Hjon-či            | Jun Hjon-či         | Daria Pogorzelecová | Mami Umekiová       |
| A | volný los                | Jun Hjon-či             | Jun Hjon-či            | Jun Hjon-či         | Daria Pogorzelecová | Mami Umekiová       |
| A | volný los                | Evelin Salánkiová       | Jun Hjon-či            | Jun Hjon-či         | Daria Pogorzelecová | Mami Umekiová       |
| A | volný los                | Evelin Salánkiová       | Jun Hjon-či            | Jun Hjon-či         | Daria Pogorzelecová | Mami Umekiová       |
| A | volný los                | Mayra Aguiarová         | Mayra Aguiarová        | Daria Pogorzelecová | Daria Pogorzelecová | Mami Umekiová       |
| A | volný los                | Mayra Aguiarová         | Mayra Aguiarová        | Daria Pogorzelecová | Daria Pogorzelecová | Mami Umekiová       |
| A | volný los                | Jacqueline Usnayová     | Mayra Aguiarová        | Daria Pogorzelecová | Daria Pogorzelecová | Mami Umekiová       |
| A | volný los                | Jacqueline Usnayová     | Mayra Aguiarová        | Daria Pogorzelecová | Daria Pogorzelecová | Mami Umekiová       |
| A | volný los                | Viktorija Turksová      | Daria Pogorzelecová    | Daria Pogorzelecová | Daria Pogorzelecová | Mami Umekiová       |
| A | volný los                | Viktorija Turksová      | Daria Pogorzelecová    | Daria Pogorzelecová | Daria Pogorzelecová | Mami Umekiová       |
| A | Daria Pogorzelecová      | Daria Pogorzelecová     | Daria Pogorzelecová    | Daria Pogorzelecová | Daria Pogorzelecová | Mami Umekiová       |
| A | Pürevdžargalyn Lchamdegd | Daria Pogorzelecová     | Daria Pogorzelecová    | Daria Pogorzelecová | Daria Pogorzelecová | Mami Umekiová       |
| B | volný los                | Luise Malzahnová        | Luise Malzahnová       | Luise Malzahnová    | Mami Umekiová       | Mami Umekiová       |
| B | volný los                | Luise Malzahnová        | Luise Malzahnová       | Luise Malzahnová    | Mami Umekiová       | Mami Umekiová       |
| B | volný los                | Marta Tortová           | Luise Malzahnová       | Luise Malzahnová    | Mami Umekiová       | Mami Umekiová       |
| B | volný los                | Marta Tortová           | Luise Malzahnová       | Luise Malzahnová    | Mami Umekiová       | Mami Umekiová       |
| B | volný los                | Natalie Powellová       | Natalie Powellová      | Luise Malzahnová    | Mami Umekiová       | Mami Umekiová       |
| B | volný los                | Natalie Powellová       | Natalie Powellová      | Luise Malzahnová    | Mami Umekiová       | Mami Umekiová       |
| B | volný los                | Assunta Galeoneová      | Natalie Powellová      | Luise Malzahnová    | Mami Umekiová       | Mami Umekiová       |
| B | volný los                | Assunta Galeoneová      | Natalie Powellová      | Luise Malzahnová    | Mami Umekiová       | Mami Umekiová       |
| B | volný los                | Guusje Steenhuisová     | Guusje Steenhuisová    | Mami Umekiová       | Mami Umekiová       | Mami Umekiová       |
| B | volný los                | Guusje Steenhuisová     | Guusje Steenhuisová    | Mami Umekiová       | Mami Umekiová       | Mami Umekiová       |
| B | volný los                | Albina Amangeldijevová  | Guusje Steenhuisová    | Mami Umekiová       | Mami Umekiová       | Mami Umekiová       |
| B | volný los                | Albina Amangeldijevová  | Guusje Steenhuisová    | Mami Umekiová       | Mami Umekiová       | Mami Umekiová       |
| B | volný los                | Mami Umekiová           | Mami Umekiová          | Mami Umekiová       | Mami Umekiová       | Mami Umekiová       |
| B | volný los                | Mami Umekiová           | Mami Umekiová          | Mami Umekiová       | Mami Umekiová       | Mami Umekiová       |
| B | volný los                | Čang Če-chuej           | Mami Umekiová          | Mami Umekiová       | Mami Umekiová       | Mami Umekiová       |
| B | volný los                | Čang Če-chuej           | Mami Umekiová          | Mami Umekiová       | Mami Umekiová       | Mami Umekiová       |
| C | volný los                | Audrey Tcheuméová       | Audrey Tcheuméová      | Audrey Tcheuméová   | Audrey Tcheuméová   | Anamari Velenšeková |
| C | volný los                | Audrey Tcheuméová       | Audrey Tcheuméová      | Audrey Tcheuméová   | Audrey Tcheuméová   | Anamari Velenšeková |
| C | volný los                | Yalennis Castillová     | Audrey Tcheuméová      | Audrey Tcheuméová   | Audrey Tcheuméová   | Anamari Velenšeková |
| C | volný los                | Yalennis Castillová     | Audrey Tcheuméová      | Audrey Tcheuméová   | Audrey Tcheuméová   | Anamari Velenšeková |
| C | volný los                | Abigél Joóová           | Abigél Joóová          | Audrey Tcheuméová   | Audrey Tcheuméová   | Anamari Velenšeková |
| C | volný los                | Abigél Joóová           | Abigél Joóová          | Audrey Tcheuméová   | Audrey Tcheuméová   | Anamari Velenšeková |
| C | volný los                | Ivana Maranićová        | Abigél Joóová          | Audrey Tcheuméová   | Audrey Tcheuméová   | Anamari Velenšeková |
| C | volný los                | Ivana Maranićová        | Abigél Joóová          | Audrey Tcheuméová   | Audrey Tcheuméová   | Anamari Velenšeková |
| C | volný los                | Marhinde Verkerková     | Marhinde Verkerková    | Marhinde Verkerková | Audrey Tcheuméová   | Anamari Velenšeková |
| C | volný los                | Marhinde Verkerková     | Marhinde Verkerková    | Marhinde Verkerková | Audrey Tcheuméová   | Anamari Velenšeková |
| C | volný los                | Laia Talarnová          | Marhinde Verkerková    | Marhinde Verkerková | Audrey Tcheuméová   | Anamari Velenšeková |
| C | volný los                | Laia Talarnová          | Marhinde Verkerková    | Marhinde Verkerková | Audrey Tcheuméová   | Anamari Velenšeková |
| C | volný los                | Sarah-Myriam Mazouzová  | Sarah-Myriam Mazouzová | Marhinde Verkerková | Audrey Tcheuméová   | Anamari Velenšeková |
| C | volný los                | Sarah-Myriam Mazouzová  | Sarah-Myriam Mazouzová | Marhinde Verkerková | Audrey Tcheuméová   | Anamari Velenšeková |
| C | volný los                | Miranda Giambelliová    | Sarah-Myriam Mazouzová | Marhinde Verkerková | Audrey Tcheuméová   | Anamari Velenšeková |
| C | volný los                | Miranda Giambelliová    | Sarah-Myriam Mazouzová | Marhinde Verkerková | Audrey Tcheuméová   | Anamari Velenšeková |
| D | volný los                | Anamari Velenšeková     | Anamari Velenšeková    | Anamari Velenšeková | Anamari Velenšeková | Anamari Velenšeková |
| D | volný los                | Anamari Velenšeková     | Anamari Velenšeková    | Anamari Velenšeková | Anamari Velenšeková | Anamari Velenšeková |
| D | volný los                | Anastasija Dmitrijevová | Anamari Velenšeková    | Anamari Velenšeková | Anamari Velenšeková | Anamari Velenšeková |
| D | volný los                | Anastasija Dmitrijevová | Anamari Velenšeková    | Anamari Velenšeková | Anamari Velenšeková | Anamari Velenšeková |
| D | volný los                | Pak Ju-čin              | Pak Ju-čin             | Anamari Velenšeková | Anamari Velenšeková | Anamari Velenšeková |
| D | volný los                | Pak Ju-čin              | Pak Ju-čin             | Anamari Velenšeková | Anamari Velenšeková | Anamari Velenšeková |
| D | volný los                | Yahima Ramirezová       | Pak Ju-čin             | Anamari Velenšeková | Anamari Velenšeková | Anamari Velenšeková |
| D | volný los                | Yahima Ramirezová       | Pak Ju-čin             | Anamari Velenšeková | Anamari Velenšeková | Anamari Velenšeková |
| D | volný los                | Sol Kjong               | Sol Kjong              | Gemma Gibbonsová    | Anamari Velenšeková | Anamari Velenšeková |
| D | volný los                | Sol Kjong               | Sol Kjong              | Gemma Gibbonsová    | Anamari Velenšeková | Anamari Velenšeková |
| D | volný los                | Wang S'-ču              | Sol Kjong              | Gemma Gibbonsová    | Anamari Velenšeková | Anamari Velenšeková |
| D | volný los                | Wang S'-ču              | Sol Kjong              | Gemma Gibbonsová    | Anamari Velenšeková | Anamari Velenšeková |
| D | volný los                | Gemma Gibbonsová        | Gemma Gibbonsová       | Gemma Gibbonsová    | Anamari Velenšeková | Anamari Velenšeková |
| D | volný los                | Gemma Gibbonsová        | Gemma Gibbonsová       | Gemma Gibbonsová    | Anamari Velenšeková | Anamari Velenšeková |
| D | volný los                | Samantha Bleierová      | Gemma Gibbonsová       | Gemma Gibbonsová    | Anamari Velenšeková | Anamari Velenšeková |
| D | volný los                | Samantha Bleierová      | Gemma Gibbonsová       | Gemma Gibbonsová    | Anamari Velenšeková | Anamari Velenšeková |